# Lvovka (Saràtov)
|  | Per a altres significats, vegeu «Lvovka». |

Lvovka (en rus: Львовка) és un poble de l'óblast de Saràtov, a Rússia, segons el cens del 2010 tenia 360 habitants. Pertany al districte municipal d'Arkadak.